# Cesar Bresgen
Cesar Bresgen (* 16. Oktober 1913 in Florenz; † 7. April 1988 in Salzburg) war ein österreichischer Komponist, Hochschullehrer und Buchautor. Er schuf Orchester-, Orgel- und Chorwerke sowie Bühnenwerke wie Opern und Ballette und gab Folklorewerke heraus.

## Leben und Wirken
Cesar Bresgen wurde als Sohn des Künstlerehepaares Maria Bresgen, geborene Podhorsky (Pianistin), und August Bresgen (Bildhauer, Maler und Professor) in Florenz geboren. Seine Kindheit und Jugend verbrachte er in Zell am See, München, Prag und Salzburg. Er erlernte schon früh bei Heinrich Kaspar Schmid das Orgelspiel. Von 1930 bis 1936 studierte er an der Akademie der Tonkunst München Klavier, Orgel, Dirigieren und Komposition bei Joseph Haas. Er war katholisch. Neben seinem Studium war er zwischen 1931 und 1935 als Organist von St. Rupert in München tätig. Von 1933 bis 1934 arbeitete er als Klavierimprovisator und Komponist in London mit der Tänzerin Leslie Barrows an der Mary-Wigman-Schule zusammen.
Im Jahr 1936 heiratete Bresgen die Münchnerin Hilde Helmberger. Von 1936 bis 1938 war er beim Reichssender München beschäftigt. 1939 wurde er Professor für Komposition an der Salzburger Hochschule für Musik Mozarteum. Er leistete Pionierarbeit beim Aufbau des Jugendmusikschulwerkes und schuf zahlreiche Vokalwerke für die Hitlerjugend. Im Zweiten Weltkrieg war Bresgen bis 1944 UK-gestellt, musste aber in der Endphase des Krieges nach der Schließung des Mozarteums 1944/45 Kriegsdienst leisten, wobei er als Funker eingesetzt wurde.
Die Zeit nach dem Krieg verbrachte er als Organist und Chorleiter in Mittersill. Dort begegnete er 1945 Anton Webern, was einen tiefen Eindruck bei ihm hinterließ. 1947 erhielt er auf Fürsprache von Carl Orff und Eberhard Preußner bei der US-amerikanischen Militärregierung neuerlich eine Lehrstelle am Mozarteum, schließlich ab 1950 eine ordentliche Professur für Komposition. 1956 heiratete Bresgen in zweiter Ehe die Pianistin Eleonore Jorhan, mit der er sich in Großgmain bei Salzburg niederließ. Im Jahr 1976 erhielt er den Großen Österreichischen Staatspreis. Bresgen war unter anderem Mitglied des Österreichischen Kunstsenats. Er unternahm Vortrags- und Konzertreisen, auch nach Übersee und nach Asien.
Ähnlich wie der mit ihm befreundete Carl Orff arbeitete Bresgen mit starkem pädagogischem Engagement. Als Herausgeber machte er sich um die Lieder des Mönchs von Salzburg verdient und legte Sammlungen von Volksliedern vor. Als Buchautor schrieb er zu Themen wie Improvisation und Rhythmus, veröffentlichte aber auch Gedichte und Erinnerungen.

## Engagement im Nationalsozialismus
Seit 1934 war Bresgen Mitglied der Hitlerjugend (HJ), in der er bis zum Obergefolgschaftsführer (1943) aufstieg. Er wirkte zunächst in der HJ-Rundfunkspielschar München mit. 1935 wurde er Mitglied des NS-Lehrerbundes und gründete darin ein Kammerorchester. 1937 wurde er zusätzlich Mitglied der Nationalsozialistischen Kulturgemeinde München und arbeitete im Kulturamt der Reichsjugendführung mit. 1939 wurde er in Salzburg Leiter der Mozartspielschar der Hitlerjugend. Bresgen war kein NSDAP-Mitglied, da er nicht den geforderten Ariernachweis erbrachte. Nach einem Selbstzeugnis war er aber eifriger Nationalsozialist.
Neben Volksliedbearbeitungen und Liedern für die HJ, zu denen auch „neuheidnische“ Weihnachtslieder gehörten, schrieb er NS-Feiermusiken wie Jahreslaufkantaten, die Kantate Kindelfest (die die Geburt eines Kindes auf einem Bauernhof feierte) sowie erste Opern. 1942 komponierte er das Oratorium Der Strom auf einen Text von Hans Baumann. Am 10. Juni 1944 wurde seine vom SS-Hauptamt in Auftrag gegebene Bläserfanfare anlässlich der Ausstellung Deutsche Künstler und die SS in Salzburg uraufgeführt, die seine Bläsermusik von 1938 wieder aufnahm. Während seines Kriegsdienstes 1944 komponierte er eine Soldaten-Weihnacht für Chor und Instrumente. Der Historiker Michael H. Kater bewertete Bresgen aufgrund seiner Produktivität und seiner Resonanz als fleißigsten und populärsten Komponisten der HJ. Mehrere Preise und Auszeichnungen, die Bresgen ab 1936 erhielt, werden als Beleg angeführt.
Im Februar 1939 wurde Bresgen zum Leiter der Musikschule für Jugend und Volk am Mozarteum ernannt; 1944 wurde ihm der Professorentitel verliehen. Von dort aus unternahm er seit 1939 den Versuch, im Salzburger Raum sogenannte Spielscharen zu etablieren, die von Fritz Jöde geleitet wurden und für Auftritte bei den HJ-Kulturtagen zur Verfügung standen. 1943 übernahm Bresgen die Leitung der Mozart Spielschar. Die Arbeit mit den Spielscharen wurde bis zum Jahre 1944 fortgesetzt, als Bresgen alle Kompetenzen für die nationalsozialistische Jugendarbeit entzogen wurden.

## Ehrungen und Auszeichnungen
- 1954: Österreichischer Staatspreis für Musik[14][15]
- 1968: Österreichischer Staatspreis für Musik[14]
- 1969: Münchner und Salzburger Musikpreis
- 1969: Ehrenring Land Salzburg
- 1976: Großer Österreichischer Staatspreis[15]

## Werke

### Bühnenwerke
- Dornröschen oder Die drei Urewigen (1940/1941), Oper in 4 Akten, Libretto von Otto Reuther und Cesar Bresgen (Uraufführung 1942 in Straßburg)
- Das Urteil des Paris (1941/1942), musikalische Komödie in einem Akt, Libretto von Otto Reuther (UA 1943 in Deutschland)
- Paracelsus (1943), Oper in 5 Akten, Libretto nach Paracelsus
- Die schlaue Müllerin (1943), Ballett mit Sprechstimme
- Der Igel als Bräutigam (1948, revidiert 1980), Oper in 5 Bildern, Libretto von Ludwig Strecker und Cesar Bresgen (UA 1948 in Esslingen und am 13. November 1951 in Nürnberg)
- Dyll, der Narr (1950), Ballett
- Visiones amantis. Der Wolkensteiner (1951), Ludus tragicus in 6 Bildern, Libretto nach Oswald von Wolkenstein
- Brüderlein Hund (1953), Kinderoper in 3 Bildern, Libretto von Ludwig Strecker (UA 1953 in Salzburg)
- Der Hochzeitsflug. Niño fliegt mit Niña (1954), Insekten-Komödie für Kinder in 7 Bildern
- Der ewige Arzt (1955), Mysterienspiel in 6 Bildern
- Ercole (1956), Opernkurzspiel
- Christkindl-Kumedi (1959)
- Der Mann im Mond (1960), musikalisches Märchen in 6 Bildern, Libretto von Ludwig Strecker und Cesar Bresgen (UA am 22. Mai 1960 im Nürnberger Schauspielhaus)
- Das verlorene Gewissen (1961), Ballett
- Die Schattendiebe (1961), Singspiel für Kinder in 5 Bildern
- Salzburger Passion (1963/1964), Passionsspiel
- Bastian, der Faulpelz (1965), Pantomime
- Urständ Christi (1969), Osterspiel
- Trubloff (1969, revidiert 1984), Singspiel in 3 Akten
- Der Engel von Prag (1970, revidiert 1977 und 1985), Oper in 3 Akten, Libretto von Cesar Bresgen nach Leo Perutz (UA am 25. Dezember 1978 im Salzburger Festspielhaus und 1986 in Innsbruck)
- Der liederliche Ferdinand (1972)
- Hafis (1975)
- Krabat (1982), Libretto von Otfried Preußler, vgl. den Artikel zum gleichnamigen Roman (UA 1983 in der Lüdenscheider Musikschule)
- Loferer Passion (1983), Passionsspiel
- Die Stadthüpfer (1985)
- Albolina (1985/1986)
- König Nussknacker (1987)

### Orchesterwerke
- Choralsinfonie (1935)
- Concerto grosso (1935) für Kammerorchester
- Dorfmusikanten (1935) für Kammerorchester
- Sinfonische Suite (1936)
- Sinfonisches Konzert (1936/1937) für Klavier und Orchester
- Totenfeier (1937)
- Mayenkonzert (1937) für Klavier und Orchester
- Konzert d-Moll „Venezianisches Konzert“ (1938) für Violoncello und Orchester
- Jagdkonzert (1939) für Violine, Holzbläser und Kontrabass
- Konzert g-Moll (1940) für Posaune und Streichorchester
- Intrada (1944) für Streichorchester
- Konzert C-Dur (1951) für Klavier und Orchester
- Tänze vom Schwarzen Meer (1956)
- Totentanz (1958) für Klavier und Orchester nach Hans Holbein
- Hornkonzert (1962) für Horn und Orchester
- Kammerkonzert (1962) für Gitarre und Orchester
- Zortzikos (1964), Ballettsuite
- Intrada (1964)
- Konzert für Orchester (1965)
- Tanzstück (1967) für Zupforchester
- Turkmenische Suite (1968) für Zupforchester
- Visionen (1972) für Querflöte, Harfe und Streichorchester
- Concertino (1972) für Violine, Violoncello und Orchester
- Concertino (1973) für Querflöte, Fagott und Streichorchester
- Konzert (1975) für Piccoloflöte, Querflöte/Piccoloflöte, Klarinette und Streichorchester
- 3 Retratos (1976)

### Vokalwerke
- Lichtwende (1939), Kantate
- Drischleg (1941), bäuerliche Festkantate zum Ernteschluss, Text von Otto Reuther[16]
- Trariro. 44 alte und neue Kinderlieder. Ludwig Voggenreiter Verlag, Potsdam, 1942.
- Requiem für Anton Webern (1945–1972) für Chor, Streichorchester und Orgel
- Der Struwwelpeter (1953), Kantate, Text von Heinrich Hoffmann, vgl. den Artikel zum gleichnamigen Buch
- Von der Unruhe des Menschen (1953), Kantate für Sopran, Tenor, Chor und Orchester, Texte nach dem Buch Hiob, Georg Trakl und Cesar Bresgen
- Ja, wir sind Widerhall (1968), Kantate für Sopran, Bariton, Kinderchor, Streichquartett und Orgel, Texte von William Shakespeare und Hans Carossa
- Surrexit Dominus (1970), Konzertfassung der Urständ Christi
- Surrexit Dominus (1971), Oratorium
- Totenmesse (1971/1972) für Chor und Orgel, Text von Huub Oosterhuis
- De tempore (1974), Oratorium für 3 Solostimmen, Chor und Orchester
- Der Herr ist mein Licht (1978), Kantate
- Von Wäldern und Zigeunern (1980) für Sprechstimme und Gitarre, Texte von H. C. Artmann
- Das Spiel vom Menschen (1982), szenisches Oratorium
- Magnalia Dei (1986), sinfonische Metamorphosen für Sprecher und Orchester, Texte von Paracelsus
- mehrere Liedzyklen für Solostimme und Klavier
- mehrere Liedsammlungen für Laiensänger, darin die Lieder Mich brennt’s in meinen Reiseschuh’n[17] und O du stille Zeit[18] auf Texte von Joseph von Eichendorff und der Kanon Lachend kommt der Sommer
- zahlreiche Volkslied-, Kinderlied- und Weihnachtsliedsätze[19]

### Instrumentalwerke
- für vier und mehr Instrumente:
  - Capriccio fiorito, für Blockflötenquartett
  - Divertimento (1957) für Violine, Oboe, Klarinette, Posaune und Klavier
  - Festliche Rufe (1938) für Blechbläser
  - Fluturas, für Blockflötenquartett und Gitarre
  - 3 Hymnen „Media in vita“ (1981) für 16 Bläser
  - Intraden (1935) für Blechbläser
  - Klavierquartett (1966)
  - Klarinettenquartett „umrem, umrem“ (1966) für Klarinette, Violine, Violoncello und Klavier, UA Linz 1970
  - Musica Matutina (1974) für Blockflötenquartett
  - Salzburger Divertimento (1965) für Bläserquintett, UA München 1969
  - Sonata a cinque (1980) für Querflöte, Klarinette, Violine, Violoncello und Klavier, UA Salzburg 1981
  - Spanische Suite (1986) für 5 Blockflöten
  - 3 Streichquartette (1948–1971)
  - Stornelli für Blockflötentrio und Gitarre
  - Suite „Bilder des Todes“ (1965/1966) für 2 Klaviere, Pauken und Schlagzeug, UA Wien 1967
  - Toccata „Der Benzenawer“ für Orgel, Blechbläser, Pauken und Schlagzeug, UA 1971 in Kufstein
  - Trauermusik „Lacrimae sunt rerum“ (1978) für Orgel, Querflöte, Blechbläser, Pauken und Schlagzeug, UA Wien 1978

- für drei Instrumente:
  - Sonate (1934) für Klaviertrio
  - Sonatine über altdeutsche Liebeslieder (1939) für 2 Altblockflöten und Klavier
  - Trio (1939) für Querflöte, Klarinette und Fagott
  - Sonate (1940) für 2 Violinen und Klavier
  - 2 Trios (1945–1960) für Querflöte, Violoncello und Klavier
  - 2 Klaviertrios (1948–1972)
  - Serenade (1949) für Querflöte, Horn und Harfe
  - Concetti (1974) für Querflöte, Harfe und Viola
  - Quattro pezzi (1982) für 2 Violinen und Klavier, UA Wien 1982
  - Triosonate (1985) für Querflöte, Trompete und Orgel, UA Wien 1988
  - Unbekanntes Stück (f. Violine, Viola U. Klavier) Manuskript in der OeNB

- für zwei Instrumente:
  - 2 Sonaten (1934–1946) für Violoncello und Klavier
  - 3 Sonaten (1934–1946) für Viola und Klavier (1934, 1937 und 1946)
  - Sonate (1944) für Flöte und Klavier
  - Toccata und Trauermusik (1946) für Violine und Orgel
  - Totentanz nach Holbein (1946/1947) für 2 Klaviere, UA Salzburg 1948
  - 4 Pantomimen (1949) für Violine und Klavier, UA Salzburg 1950
  - Sonatine (1951) für Sopranblockflöte und Klavier
  - Rumänische Suite (1956) für Violine und Klavier
  - Studies VI „Die kleinen Tag- und Nachtstücke“ (1962) für Violine und Klavier
  - Prager Sonatine (1967) für Sopranblockflöte und Klavier
  - Studies II und Studies III (1968) für Klarinette und Klavier
  - Studies IV (1968) für Querflöte und Klavier
  - Studies V (1968) für Violoncello und Klavier
  - 4 Capriccios (1970) für Querflöte und Harfe, UA Luxemburg 1971
  - Geigenheft für Klausi (1975) für Violine und Klavier
  - Elegie (1985) für Querflöte und Orgel, UA Erl 1985
  - Sinfonische Metamorphosen „Magnalia Dei“ (1987) für Sprecher und Orgel, Texte von Paracelsus, UA Wien 1991

- für ein Instrument:
  - Impressionen (1928–1930) für Klavier
  - Toccata Paschalis (1932–1969) für Orgel, UA Frankfurt 1970
  - Holbein-Suite (1946) für Klavier, UA Salzburg 1948
  - Toccata und Fuge (1948) für Orgel
  - Balkanstudien (1963/1964) für Klavier
  - Malinconia (1968) für Gitarre
  - Studies I (1968) für Klavier
  - Hosanna filio David (1969) für Orgel
  - Studies VII „Romanesca“ (1971) für Klavier
  - 2 Epitaphe (1973) für Orgel, UA Seckau 1973
  - Epitaph III „Alpha es et O …“ (1979) für Orgel, UA Amriswil 1979
  - zahlreiche weitere Klavier- und Orgelstücke

### Schriften
- Die Improvisation, Heidelberg 1960 (Quelle & Meyer)
- Der Komponist und die Volksmusik, Wien 1970 (Universal-Edition)
- Das Pilzjahr. Gedichte und Aquarelle, Graz 1973 (Styria)
- Die Improvisation in der Musik, Wilhelmshaven 1974 (Heinrichshofen)
- Musikerziehung? Ein kritisches Protokoll, Wilhelmshaven 1975 (Heinrichshofen)
- Passionslied in Salzburg. Eine Dokumentation mit Text und Notenteil, Salzburg 1975 (Winter)
- Der Künstler, stellvertretend für die Gesellschaft. Die soziologische Funktion der zeitgenössischen Musik, Wien 1976 (Doblinger)
- Im Anfang war der Rhythmus …, Wilhelmshaven 1977 (Heinrichshofen)
- Europäische Liebeslieder aus acht Jahrhunderten / in Originalsprache und Übertragung mit den dazugehörigen Melodien / gesammelt und kommentiert von Cesar Bresgen, München 1978 (Heimeran)
- Mittersill 1945 – Ein Weg zu Anton von Webern, Wien 1983 (Österreichischer Bundesverlag)
- Lieder, Gesang und Jodler. Alpenländische Volkslieder aus Österreich. A&M, Salzburg 2006 (zuerst 1946)